# تازة كند حاصل قوبي
تازة كند حاصل‌ قوبي هي قرية في مقاطعة مياندوآب، إيران. يقدر عدد سكانها بـ 120 نسمة بحسب إحصاء 2016.